# Kościół św. Józefa Robotnika w Czarnkowie
Kościół św. Józefa Robotnika w Czarnkowie – katolicki kościół filialny zlokalizowany we wsi Czarnkowo w gminie Marianowo, w powiecie stargardzkim (województwo zachodniopomorskie). Należy do parafii Niepokalanego Poczęcia Najświętszej Maryi Panny w Marianowie.

## Historia i architektura
Kościół został wzniesiony w latach 1891–1893. Jest to budowla neogotycka, murowana z cegły, sytuowana na planie prostokąta z pięciobocznie zamkniętym prezbiterium od strony wschodniej. Do ściany południowej dostawiona jest zakrystia. Od strony zachodniej do nawy przylega prostokątna wieża. Jej lico ozdobione jest okrągłymi blendami i ząbkowanym ceglanym fryzem, w wyższej kondygnacji znajdują się okna dźwiękowe, zamknięte łukiem odcinkowym. Wieżę nakrywa hełm zwieńczony krzyżem. Wnętrze kościoła nakryte jest podwyższonym stropem drewnianym.
Po II wojnie światowej kościół został konsekrowany jako świątynia katolicka w dniu 1 maja 1950 roku.